# Allogymnopleurus sericeicollis
Allogymnopleurus sericeicollis är en skalbaggsart som beskrevs av Frey 1958. Allogymnopleurus sericeicollis ingår i släktet Allogymnopleurus och familjen bladhorningar. Inga underarter finns listade i Catalogue of Life.